# Красний Колодязь (Брянська область)
Кра́сний Коло́дязь (рос. Красный Колодец) — селище у Брасовському районі Брянської області Росії. Входить до складу муніципального утворення Вороновологське сільське поселення. Населення — 397 осіб.
Розташоване за 6 км на північний захід від смт Локоть, біля автодороги М3  Москва-Київ.
Є відділення зв'язку, сільська бібліотека.

## Історія
Згадується з середини XIX століття як хутір Володимирівська (Володимирський) в складі Брасовської волості Севського повіту. З 1929 року — в Брасовському районі. До 1975 входило до Городищенської 1-ї сільради.
У середині XX століття на північ від селища вівся видобуток торфу.

## Населення
За найновішими даними, населення — 397 осіб (2013).
У минулому чисельність мешканців була такою:
| Роки      | 1926 | 1979 | 1989 | 2002 | 2010 |
| --------- | ---- | ---- | ---- | ---- | ---- |
| Населення | 132  | 822  | 637  | 510  | 415  |